# Roman Kreuziger (1965)
Roman Kreuziger (Uničov, 11 giugno 1965) è un ex ciclista su strada e ciclocrossista ceco, fino al 1993 cecoslovacco. Fu campione del mondo junior nel ciclocross e poi attivo soprattutto tra i dilettanti.
È il padre di Roman Kreuziger anch'egli ciclista su strada e ciclocrossista.

## Carriera
Nel 1983 a 18 anni vinse il campionato mondiale di ciclocross nella categoria Juniores a Birmingham. Nel 1985 iniziò a prendere parte a diverse corse nella categoria dilettanti, ottenendo diversi piazzamenti. Nel 1986 fece sua la vittoria della classifica generale del Circuit des Ardennes in Francia; l'anno dopo fu terzo ai campionati del mondo di ciclocross nella gara dei dilettanti, mentre nel 1988 concluse secondo al Rheinland-Pfalz-Rundfahrt.
Nel 1990 arrivarono altre vittorie di rilievo. Vinse infatti il prologo e la seconda del Giro d'Austria, a cui seguì un secondo posto nella quinta frazione; concluse la corsa austriaca al secondo posto, e conseguì anche altri piazzamenti nelle corse austriache. Sempre nel 1990 si aggiudicò una tappa alla Settimana Ciclistica Lombarda e vinse il Bohemia Tour, corsa cecoslovacca. Nel 1991 vinse il titolo nazionale cecoslovacco; in stagione si aggiudicò anche la sesta tappa e la classifica generale del Giro d'Austria, e le classifiche generali del Niederösterreich Rundfahrt e della Wien-Rabenstein-Gresten-Wien, tutte corse austriache.
Nel 1992 passò professionista con la squadra ciclistica italiana Italbonifica-Navigare, concludendo tra le altre la Milano-Sanremo; l'anno dopo, tornato tra i dilettanti, colse il suo ultimo piazzamento di rilievo, il gradino più basso del podio nel Giro d'Austria.

## Palmarès

### Cross
- 1983 (Juniores)

Campionati del mondo, Juniores

### Strada
- 1986 (Dilettanti, una vittoria)

Classifica generale Circuit des Ardennes
- 1990 (Dilettanti, quattro vittorie)

Prologo Österreich-Rundfahrt (Wien Ottakring, cronometro)
2ª tappa Österreich-Rundfahrt (Graz > Althofen)
4ª tappa Settimana Ciclistica Lombarda (Dalmine > Dalmine)
Classifica generale Bohemia Tour
- 1991 (Dilettanti, cinque vittorie)

Campionati cecoslovacchi, Prova in linea
6ª tappa Österreich-Rundfahrt (Fieberbrunn > Sillian)
Classifica generale Österreich-Rundfahrt
Classifica generale Niederösterreich Rundfahrt
Classifica generale Wien-Rabenstein-Gresten-Wien

## Piazzamenti

### Classiche monumento
- Milano-Sanremo

1992: 172º

### Competizioni mondiali
- Campionati del mondo di ciclocross

Birmingham 1983 - Juniores: vincitore
Mladá Boleslav 1987 - Dilettanti: 3º